# タッペレーテン (海防戦艦)

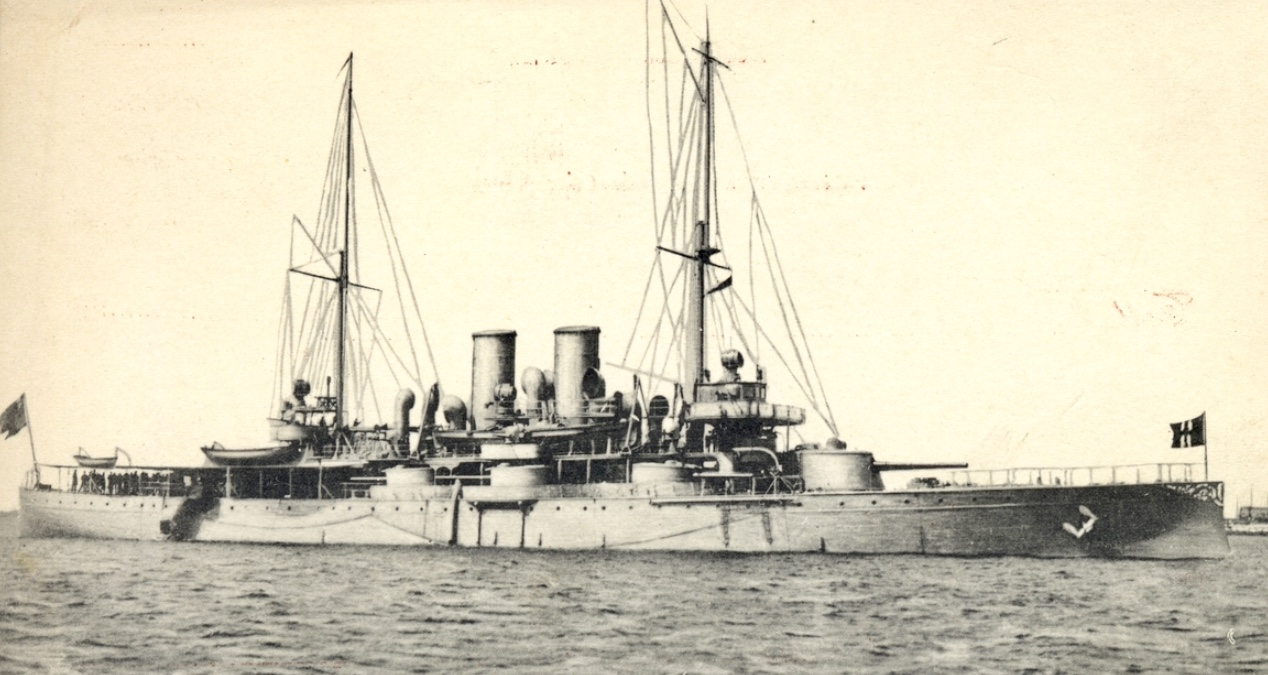
「タッペレーテン」

タッペレーテン (Tapperheten) はスウェーデン海軍の海防戦艦。アラン級。艦名は第一次ロシア・スウェーデン戦争時の戦列艦から引き継いでいる。
マルメーのコックムス社で建造。1899年起工。1901年11月7日進水。1903年1月24日竣工。
基準排水量3650トン、満載排水量3735トン、全長89.7m、水線長87.5m、最大幅15.02m、計画吃水5.02m。
主砲はボフォース44口径21cmM/98型砲2門で、艦前後の単装砲塔に搭載。副砲はボフォース44口径15.2cmM/98型速射砲6門を単装砲塔で搭載した。他の兵装はフィンスポング55口径57mmM/89b型砲10門とアームストロング・ホイットワース45,7cmM/99型水中魚雷発射管2門。
主機はモータラ製直立3気筒3段膨張蒸気往復動機関2基、主缶はヤーロー水管缶8基で、出力5500指示馬力。2軸推進で計画速力16.5ノット。受領公試の5時間航走で6000指示馬力、17.7ノットを発揮した。航続距離は12ノットで3000浬。
装甲はKCで厚さは水線装甲帯が最大175mm、主砲バーベットと前楯190mm、側楯と後楯140mm、副砲バーベット100mm（ニッケル鋼とも）、前楯125mm、後楯60mm、シタデル175mm（ボフォース製とも）、司令塔175mm。甲板は11.5mm厚鋼板2枚＋25mm装甲鈑（普通鋼）。
1906年からアラン級4隻には前檣の三脚檣化とそこへの2m測距儀搭載がなされた。
1907年夏、「タッペレーテン」は海防戦艦「オスカル2世」、「トール」、水雷巡洋艦「エーネン」とともにイギリスでの観艦式に参加した。1909年夏、グスタフ5世を乗せドイツのザスニッツへ向かう「オスカル2世」を海防戦艦「マンリゲーテン」などと共に護衛。
1914年1月28日、「タッペレーテン」はサンドハム沖で座礁した。まず救難船「ポセイドン」が牽引を試みたが、缶室への浸水を招いた。次いで海防戦艦「アラン」、「ヴァーサ」が加わって牽引を試みるも成功しなかった。そこで排水作業が行われることになり、完了後の7月1日に離礁に成功した。要した経費は1340808クローナであった。
1919年、アラン級4隻他の艦隊がイェヴレに入港した際、水兵がそこの祭りに参加したが、乱闘騒ぎとなった。日本の夏祭りが元だという祭りの名前から、このことは「ニッポン戦争」呼ばれたという。

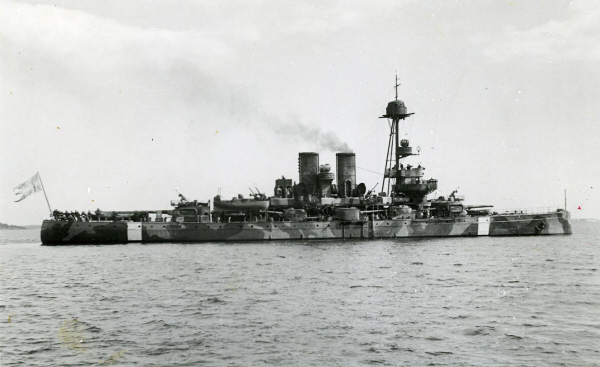
「タッペレーテン」（1939年撮影とされる）

「タッペレーテン」は「マンリゲーテン」とともに1926年にアムステルダム、ポーツマス、ガーンジー島、フラールディンゲンを、1927年にプリマス、サン・セバスティアン、ビルバオ、ロッテルダムを訪問し、その後予備艦となる。
第二次世界大戦が勃発すると再就役し、また「アラン」と同様の近代化改装がなされた。兵装の内、8mm機銃は連装1基ないし2基搭載。
1947年6月13日除籍。1952年に売却され、解体された。